# 绿水镇 (会理市)
绿水镇，原为绿水乡，是中华人民共和国四川省凉山彝族自治州会理市下辖的一个乡镇级行政单位。2012年，撤乡设镇。2019年12月，撤销黎洪乡，将其所属行政区域划归绿水镇管辖。

## 行政区划
绿水镇下辖以下地区：
坪庄村、上良村、松坪村、五龙村、白云村、复兴村、海林村、糯乍村和阿田村。